# Знайди свій дім
Знайди свій дім — радянський художній телефільм 1982 року, знятий на Кіностудії ім. О. Довженка.

## Сюжет
Відчайдушний студент ПТУ Сеня Башкин направляється на практику в те саме село, де він виховувався в дитячому будинку. Хлопець намагається розшукати рідних, і, хоча ці пошуки не увінчалися успіхом, Сеня зустрічає добрих і чуйних людей, отримує хороший життєвий урок і повертається на навчання зовсім іншою людиною.

## У ролях
- Андрій Анкудінов — Сеня Башкин
- Світлана Харитонова — Варвара Петрівна
- Людмила Сосюра — Тетяна Михайлівна
- Отар Сетурідзе — Давид Коберідзе
- Валентина Хміль — Даша
- Борис Сабуров — Макарич
- Леонід Яновський — Льова
- Юрій Рудченко — епізод
- Віктор Степаненко — епізод
- Олександр Толстих — епізод
- Микола Шутько — епізод
- Анатолій Соколовський — епізод
- Анатолій Барчук — Олександр Борисович
- Людмила Приходько — епізод
- Ельвіра Хомюк — епізод
- Дмитро Бєлан — епізод
- Олег Бєлан — епізод

## Знімальна група
- Режисер — Юрій Тупицький
- Сценарист — Василь Ілляшенко
- Оператор — Микола Кульчицький
- Композитор — Ігор Поклад
- Художник — Віталій Шавель